# Коб
Коб (Kobus kob) або болотяний козел — вид африканських антилоп роду з родини бикових. За величиною і морфологією тварина нагадує Пуку, через що обидва види іноді об'єднують в один. Слово «коб» походить з мови волоф. Коб зображений на гербі Уганди.

## Опис
Масивний самець з висотою 90 см у загривку може важити до 120 кг. У нього м'язиста шия і сильні ліроподібні роги, які відсутні у самиць. Залежно від забарвлення шерсті розрізняють кілька підвидів. Найчастіше коб забарвлений в червоно-коричневий колір і носить білу пляму на шиї, а також чорний малюнок на передній стороні ніг. На череві в нього біла шерсть.

## Місце та середовище проживання
Коб зустрічається тільки в Західній і Центральній Африці, від Сенегалу до півдня Судану і заходу Уганди.
Коби жили на рівнинах, затоплюваних в періоди повені, а також у горбистих місцевостях. Вони прив'язані до постійних водойм.

## Поведінка
Харчуються травою. Самиці утворюють стада від 15 до 40 особин, самці живуть поодинці, захищаючи свою територію. Як і у родича лічі, території при високій щільності популяції дуже малі й іноді не перевищують у діаметрі 100 м. Самець, який охороняє таку територію, часто може втриматися на ньому не довше кількох днів.

## Підвиди
Хоча різні експерти описали до тринадцяти підвидів, традиційно розрізняє три підвиди кобів:
- Коб Буффона (K. k. kob) — Західна Африка від Сенегалу до Камеруна, Чада і ПАР.
- Біловухий коб (K. k. leucotis) — Судан, північно-західна Уганда.
- Угандський коб (K. k. thomasi) — північ ДР Конго, південно-західна Уганда.

## Галерея

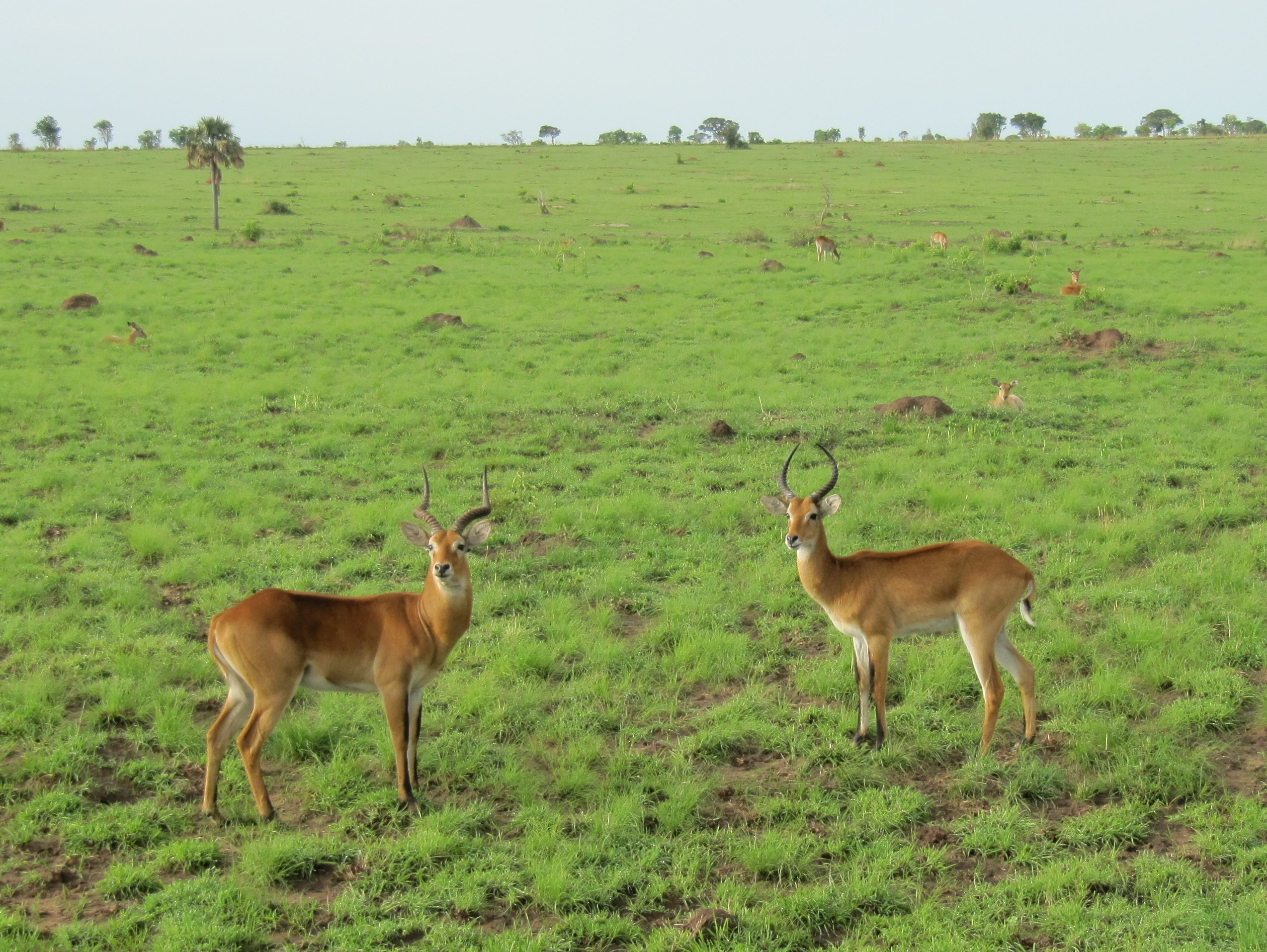
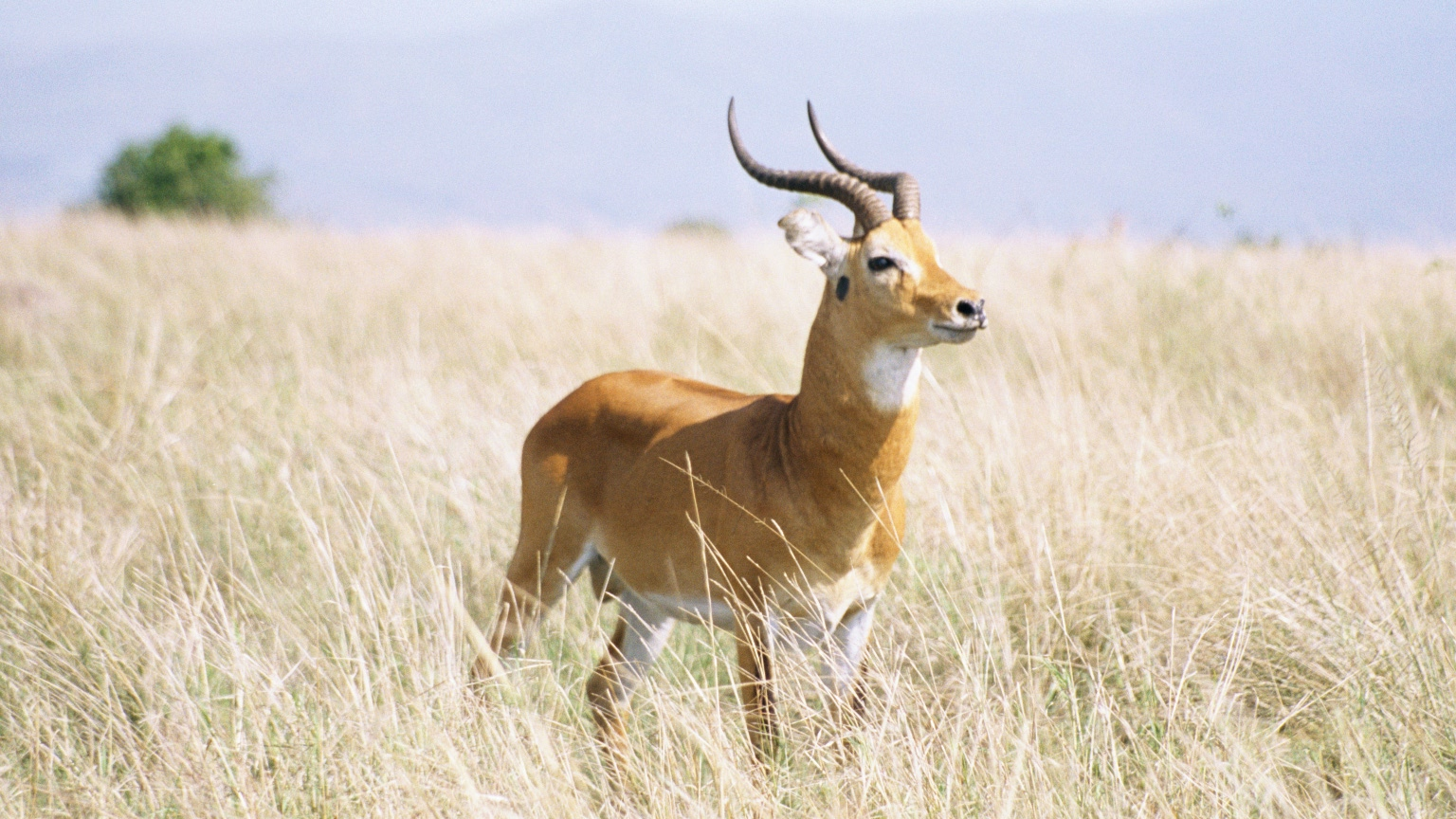